# Ivan Radeljić
Ivan Radeljić (nacido el 14 de septiembre de 1980) es un exfutbolista bosnio que se desempeñaba como defensa.
Ivan Radeljić jugó 10 veces para la selección de fútbol de Bosnia y Herzegovina entre 2007 y 2009.

## Trayectoria

### Clubes
| Club                        | País     | Año         |
| --------------------------- | -------- | ----------- |
| Hajduk Split                | Croacia  | 1999 - 2003 |
| NK Zadar                    | Croacia  | 1999        |
| HNK Šibenik                 | Croacia  | 2001 - 2002 |
| NK Inter Zaprešić           | Croacia  | 2003 - 2004 |
| Cerezo Osaka                | Japón    | 2004        |
| NK Inter Zaprešić           | Croacia  | 2004 - 2005 |
| NK Slaven Belupo Koprivnica | Croacia  | 2006 - 2008 |
| Energie Cottbus             | Alemania | 2008 - 2009 |
| Gençlerbirliği              | Turquía  | 2009 - 2010 |
| Antalyaspor                 | Turquía  | 2010 - 2012 |
| RNK Split                   | Croacia  | 2012 - 2015 |

### Selección nacional
| Selección | País                 | Año         |
| --------- | -------------------- | ----------- |
| Absoluta  | Bosnia y Herzegovina | 2007 - 2009 |

## Estadística de equipo nacional
| Selección de fútbol de Bosnia y Herzegovina | Selección de fútbol de Bosnia y Herzegovina | Selección de fútbol de Bosnia y Herzegovina |
| Año                                         | Part.                                       | Goles                                       |
| ------------------------------------------- | ------------------------------------------- | ------------------------------------------- |
| 2007                                        | 6                                           | 0                                           |
| 2008                                        | 3                                           | 0                                           |
| 2009                                        | 1                                           | 0                                           |
| Total                                       | 10                                          | 0                                           |